# Bernard Pivot
Bernard Pivot (Lione, 5 maggio 1935 – Neuilly-sur-Seine, 6 maggio 2024) è stato un conduttore televisivo e critico letterario francese.

## Biografia
Nacque a Lione nel 1935, in una famiglia di piccoli commercianti, Charles Pivot (1909-1999) e Marie-Louise Dumas (1912-1989). Durante la Seconda guerra mondiale suo padre fu fatto prigioniero e il piccolo Bernard si trasferì con la madre a Quincié, nella regione del Beaujolais, dove egli poi frequentò la scuola dell'obbligo.
Dopo la guerra, tornato a Lione, studiò in un collegio religioso, dove praticò molto sport, ma non fu altrettanto diligente nelle altre materie, fatta eccezione per francese e storia. Si iscrisse alla Scuola di giornalismo di Parigi, dove conobbe Monica, sua futura moglie.
Già nel 1958 iniziò una collaborazione con il Figaro littéraire, e nel 1970 fu chiamato per una trasmissione semiseria alla radio, di buon successo.
Dopo alcune trasmissioni televisive occasionali, nel 1974 condusse la prima trasmissione di Apostrophes, sul canale francese ORTF. Sul canale Antenne 2, Apostrophes andò poi in onda dal 1975 al 1990. Questa trasmissione fu considerata un modello di programma culturale sulle novità librarie. In totale le puntate furono 724.
Subito dopo, Pivot condusse una nuova trasmissione, Bouillon de culture, con l'intento di ampliare la gamma dei personaggi intervistati; anche se gli scrittori rimasero gli ospiti più numerosi, il programma ebbe un indiscusso successo. La prima puntata andò in onda nel gennaio 1991; l'ultima il 29 giugno 2001.
Dal 2014 al 2019 fu presidente dell'Académie Goncourt.
Morì a Neuilly-sur-Seine il 6 maggio 2024 all'età di 89 anni, dopo una lunga malattia.

## Opere (parziale)
- L'Amour en vogue, romanzo, Calmann-Lévy, 1959
- La vie oh là là !, racconto cronachistico, Grasset, 1966
- Les critiques littéraires, saggio, Flammarion, 1968
- Amis, chers amis, saggio, Allary Éditions, 2022